# Roger L. Jackson
Roger Labon Jackson, född 13 juli 1958 i Atlanta i Georgia, är en amerikansk röstskådespelare. Han är känd för att göra rösten till karaktären Ghostface i Scream-filmerna, vilket han har gjort från allra första start. Han innehade dessutom denna roll i TV-serien med samma namn (tredje säsongen), som är en spinoff på hela Scream-serien. Utöver detta har han även gjort rösten till de bägge karaktärerna Mojo Jojo och Butch i TV-serien Powerpuffpinglorna.
Jackson har av TV-kanalen E! blivit rankad som 46:a i kategorin Best Kept Secrets of Hollywood. .

## Filmografi (i urval)
- 1996 – Mars Attacks!
- 1996 – Scream
- 1997 – Scream 2
- 1998–2004 – Powerpuffpinglorna (TV-serie)
- 1999 – Celebrity Deathmatch (TV-serie)
- 2000 – Scream 3
- 2000 – Titan A.E.
- 2000 – Monkeybone
- 2002 – The Powerpuff Girls Movie
- 2002 – Den vilda familjen Thornberry – filmen
- 2004 – Kogänget
- 2005–2006 – Robot Chicken (TV-serie)
- 2006 – Kodnamn Grannungarna (TV-serie)
- 2009–2011 – Regular Show (TV-serie)
- 2010 – Som hund och katt – Kitty Galores hämnd
- 2011 – Scream 4
- 2013 – Khumba
- 2013 – The Legend of Korra (TV-serie)
- 2016–2019 – The Powerpuff Girls (TV-serie)
- 2016 – Teen Titans Go! (TV-serie)
- 2022 – Scream
- 2023 – Scream VI
- 2026 – Scream 7